# ママドゥ・サコー
ママドゥ・サコー（Mamadou Sakho、1990年2月13日 - ）は、フランスの首都・パリ出身のサッカー選手。ポジションはディフェンダー。セネガルにルーツを持つ。

## 経歴

### クラブ
2002年、パリ・サンジェルマンFCの下部組織に入団する。2007年2月14日のUEFAカップAEKアテネ戦で17歳でプロデビューを果たし、10月20日のヴァランシエンヌFC戦でキャプテンマークをつけてリーグ・アンデビューを果たす。2009-10シーズンからレギュラーに定着し自身最多の32試合に出場すると、2010-11シーズンには31試合に出場し自身最多の4得点を記録。リーグ・アン年間最優秀若手選手と、ベストイレブンに選出された。
しかし、クロード・マケレレに代わって主将に就任した2011-12シーズンはディエゴ・ルガーノ、ミラン・ビシェヴァツなど大型補強の煽りを受け、さらに冬のカルロ・アンチェロッティの新監督就任とアレックス加入、さらには自身のコンディション不良によって出場機会が減少。新シーズンにはクリストフ・ジャレに主将の座を譲った。
2012-13シーズンはさらにチアゴ・シウバが加入し出場機会は限られたものとなった。2012-13シーズン終了後、マルキーニョス加入もあり、移籍を志願。
2013年9月1日、リヴァプールFC移籍が決定。
2016年4月23日、リヴァプール公式サイトにて同年3月17日に行われたUEFAヨーロッパリーグ決勝トーナメント2回戦マンチェスター・ユナイテッドFC戦で、禁止薬物が検出された事によりUEFAのドーピング検査をクリアできなかったことが明かされた。UEFAから暫定的に30日間の出場停止処分を受けたが、その後の再検査で陽性ではあったものの、禁止薬物ではなかったことが判明し、処分は解除された。
2016-17シーズンに向けたプレシーズン中に、負傷中であったサコーはチームの集合に3回遅刻し(飛行機、食事、ミーティング)、これによりクロップ監督の怒りを買い、英国に強制送還された。これを受けこのシーズンはトップチームでの出場機会はなくリザーブチーム行きを命じられた。
2017年1月31日、クリスタル・パレスFCにレンタル移籍し、2月25日のミドルズブラFC戦でデビュー。この試合でチームの無失点に貢献すると、プレミアリーグの月間最優選手にもノミネートされ、3月にはチーム内の最優秀選手に選ばれた。その後も、チェルシーFC戦やアーセナルFC戦の勝利にも貢献した。
2021年7月27日、モンペリエHSCと3年契約を結んだ。

### 代表経歴
U-17フランス代表としてUEFA U-17欧州選手権2007、FIFA U-17ワールドカップに出場。

南アフリカワールドカップ後に就任したローラン・ブラン監督の下、2010年9月4日のUEFA EURO 2012予選ベラルーシ戦でA代表に初招集され、11月17日イングランド代表戦で初出場した。2011年に入ると代表にも定着するようになったが、前述の出場機会減少もあって2012年は一時的に代表から遠ざかりEURO2012のメンバーからも外れた。EURO2012の後にディディエ・デシャン監督が就任すると再び代表に招集されるようになった。
2013年11月19日のワールドカップ予選プレーオフ、ウクライナ代表戦で代表初得点となる先制ゴールを挙げ、さらに決勝ゴールとなる3点目も決めて、フランスのブラジルワールドカップ出場に貢献。本大会でも代表メンバー入りし、主力としてプレーした。
2018年のロシアワールドカップでは予備登録メンバー11人の1人に選ばれるに留まり、大会出場はならなかった。

## 個人成績

### クラブでの成績
| クラブ                    | シーズン | リーグ | リーグ | カップ | カップ | リーグカップ | リーグカップ | UEFA | UEFA | その他 | その他 | 通算 | 通算 |
| クラブ                    | シーズン | 出場   | 得点   | 出場   | 得点   | 出場         | 得点         | 出場 | 得点 | 出場   | 得点   | 出場 | 得点 |
| ------------------------- | -------- | ------ | ------ | ------ | ------ | ------------ | ------------ | ---- | ---- | ------ | ------ | ---- | ---- |
| パリ・サンジェルマン      | 2006-07  | 0      | 0      | 0      | 0      | 0            | 0            | 2    | 0    | 0      | 0      | 2    | 0    |
| パリ・サンジェルマン      | 2007-08  | 12     | 0      | 2      | 0      | 2            | 0            | 0    | 0    | 0      | 0      | 16   | 0    |
| パリ・サンジェルマン      | 2008-09  | 23     | 1      | 1      | 0      | 3            | 0            | 7    | 0    | 0      | 0      | 34   | 1    |
| パリ・サンジェルマン      | 2009-10  | 32     | 0      | 5      | 0      | 2            | 0            | 0    | 0    | 0      | 0      | 39   | 0    |
| パリ・サンジェルマン      | 2010-11  | 35     | 4      | 4      | 0      | 1            | 0            | 9    | 0    | 1      | 0      | 46   | 4    |
| パリ・サンジェルマン      | 2011-12  | 22     | 0      | 2      | 0      | 1            | 0            | 1    | 0    | 0      | 0      | 26   | 0    |
| パリ・サンジェルマン      | 2012-13  | 27     | 2      | 3      | 0      | 1            | 0            | 3    | 0    | 0      | 0      | 34   | 2    |
| パリ・サンジェルマン      | 通算     | 151    | 7      | 17     | 0      | 10           | 0            | 22   | 0    | 1      | 0      | 201  | 7    |
| リヴァプール              | 2013-14  | 18     | 1      | 0      | 0      | 1            | 0            | 0    | 0    | 0      | 0      | 19   | 1    |
| リヴァプール              | 2014-15  | 16     | 0      | 5      | 0      | 4            | 0            | 2    | 0    | 0      | 0      | 27   | 0    |
| リヴァプール              | 2015-16  | 22     | 1      | 0      | 0      | 2            | 0            | 10   | 1    | 0      | 0      | 34   | 2    |
| リヴァプール              | 2016-17  | 0      | 0      | 0      | 0      | 0            | 0            | -    | -    | -      | -      | 0    | 0    |
| リヴァプール              | 通算     | 56     | 2      | 5      | 0      | 7            | 0            | 12   | 1    | 0      | 0      | 80   | 3    |
| クリスタル・パレス (loan) | 2016-17  | 8      | 0      | 0      | 0      | 0            | 0            | -    | -    | -      | -      | 8    | 0    |
| 総通算                    | 総通算   | 215    | 9      | 22     | 0      | 17           | 0            | 34   | 1    | 1      | 0      | 289  | 10   |

## 代表歴

### 出場大会
- フランス代表
  - 2014 FIFAワールドカップ

### 試合数
- 国際Aマッチ 29試合 2得点（2010年-2018年）[10]

| フランス代表 | 国際Aマッチ | 国際Aマッチ |
| 年           | 出場        | 得点        |
| ------------ | ----------- | ----------- |
| 2010         | 1           | 0           |
| 2011         | 4           | 0           |
| 2012         | 6           | 0           |
| 2013         | 5           | 2           |
| 2014         | 8           | 0           |
| 2015         | 3           | 0           |
| 2016         | 1           | 0           |
| 2017         | 0           | 0           |
| 2018         | 1           | 0           |
| 通算         | 29          | 2           |

## タイトル

### クラブ
パリ・サンジェルマンFC
- リーグ・アン：1回 (2012-13)
- クープ・ドゥ・ラ・リーグ：1回 (2007-08)
- クープ・ドゥ・フランス：1回 (2009-10)
- トロフェ・デ・シャンピオン：1回 (2013)

### 個人
- リーグ・アン年間最優秀若手選手：1回 (2010-11)
- リーグ・アンベストイレブン：1回 (2010-11)